# Петров, Евгений Николаевич (тубист)
Евге́ний Никола́евич Петро́в (род. 1956, Ярославль) — российский дирижёр, музыкальный педагог и тубист; артист Академического симфонического оркестра Нижегородской филармонии, профессор Нижегородской консерватории, основатель, художественный руководитель и главный дирижёр Нижегородского губернского оркестра, заслуженный артист Российской Федерации (2004), лауреат Всероссийского конкурса.

## Образование
Окончил Ярославское музыкальное училище имени Л. В. Собинова (1975) и Горьковскую консерваторию им. М. И. Глинки (1983).

## Награды и звания
- Лауреат Всероссийского конкурса музыкантов-исполнителей (Саратов, 1984).
- Лауреат премии г. Нижнего Новгорода в номинации «Музыкальное искусство» (2002).
- Заслуженный артист Российской Федерации (12 июня 2004 года) — за заслуги в области искусства[1].
- Почётный гражданин Нижегородской области (2017).
- Орден «За заслуги в культуре и искусстве» (11 апреля 2024 года) — за большой вклад в развитие отечественной культуры и искусства, многолетнюю плодотворную деятельность[2].